# Рино
Рино (на английски: Reno) е вторият по големина американски град в щата Невада. Разположен е на река Тръкий с население 248 853 жители (по приблизителна оценка от 2017 г.).
На около 58 км (36 мили) югозападно от Рино на границата на Невада с Калифорния е и езерото Тахо, популярна целогодишна туристическа дестинация. Също така на около 144 км (90 мили) северо-североизточно от град Рино се провежда култовият културен ежегоден фестивал Burning Man в пустинята Блек Рок, Невада.

## История
В Рино има развита хазартна индустрия, с много казина, градът е бил основен хазартен център в САЩ преди 60-те години на 20 век, след което Лас Вегас го задминава. Причините за това са бързото развиване на Лас Вегас, покупката на Рино Ер от Американските Авиолинии и увеличаването на индианските казина в Калифорния.

## Спорт
Рино отпада в надпреварата за Олимпийски игри 2014.

## Побратимени градове
- Йелоунайф, Канада